# الفتة (بعدان)

تعديل مصدري - تعديل

الفتة محلة تابعة لقرية العماهي، التابعة لعزلة الحرث بمديرية بعدان إحدى مديريات محافظة إب في الجمهورية اليمنية، بلغ تعداد سكانها 27 حسب تعداد اليمن لعام 2004.